# Маґнушевиці
Маґнушевиці (пол. Magnuszewice) — село в Польщі, у гміні Котлін Яроцинського повіту Великопольського воєводства.
Населення — 575 осіб (2011).
У 1975-1998 роках село належало до Каліського воєводства.

## Демографія
Демографічна структура станом на 31 березня 2011 року:
|          | Загалом | Допрацездатний вік | Працездатний вік | Постпрацездатний вік |
| -------- | ------- | ------------------ | ---------------- | -------------------- |
| Чоловіки | 278     | 59                 | 198              | 21                   |
| Жінки    | 297     | 51                 | 187              | 59                   |
| Разом    | 575     | 110                | 385              | 80                   |